# اسپورینگ
اسپورینگ (به دانمارکی: Spørring) یک منطقهٔ مسکونی در دانمارک است که در استان میدیولند واقع شده‌است. اسپورینگ ۹۷۶ نفر جمعیت دارد.